# جادوگر شیطانی
جادوگر شیطانی کتابی است اثر انتان لاوی. در این کتاب که ترکیبی از مبانی روانشناسی و چشم‌بندی است به جادوگری صغیر پرداخته می‌شود. همچنین این کتاب به فعالیت‌های جادوگری لاوی قبل از تأسیس کلیسای شیطان پرداخته می‌شود. یکی از موضوعات بحث‌برانگیز این کتاب معرفی روش‌هایی است که یک زن به کمک آن‌ها می‌تواند مردان را افسون کند.